# Municipio de Oriájovo
El municipio de Oriájovo (en búlgaro: Община Оряхово) es un municipio búlgaro situado en la provincia de Vratsa. Tiene una población estimada, a fines de 2020, de 9.138 habitantes.
Según el censo de 2011, el 75.57% de los habitantes del municipio son búlgaros y el 4.41% son gitanos. Dos quintas partes de la población del municipio viven en la capital municipal, Oriájovo.
Se ubica en la esquina nororiental de la provincia y su término municipal es fronterizo con Rumania en la ribera del Danubio.

## Localidades
Comprende la ciudad de Oriájovo y los siguientes seis pueblos:
- Gálovo
- Gorni Vadín
- Dolni Vadín
- Leskóvets
- Ostrov
- Selánovtsi